# アミティ丹後
アミティ丹後（アミティたんご）は、京都府京丹後市網野町網野367番地にある観光物産館。正式名称は公益財団法人丹後地域地場産業振興センター（たんごちいきじばさんぎょうしんこうセンター）。

## 特色

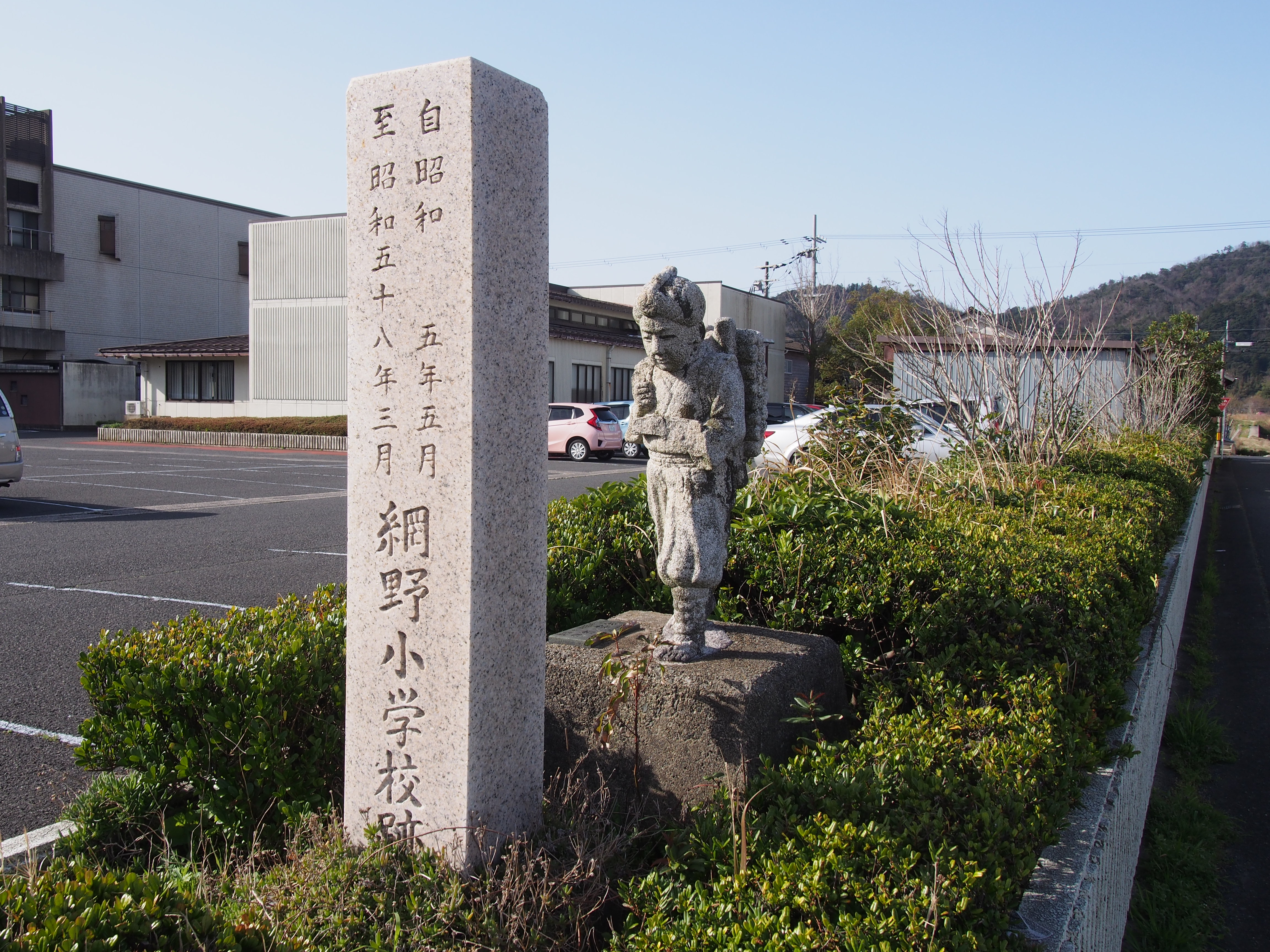
「網野小学校跡」碑

館内には約2,300種類の物産販売所のアミティ丹後、野球資料室の野村克也ベースボールギャラリー、喫茶店の喫茶アミティシルク、コワーキングスペースなどがあり、京丹後市観光公社が入居する。別棟に丹後織物工業組合の出張所がある。また、駐車場の隣にアーケードを備え、毎週日曜日に「たんご朝市」が開かれる。
丹後地方に関する各種資料の展示、丹後ちりめんの製織見学や染色体験、新技術や新製品の開発と研究、丹後地方の特産品の展示即売や情報発信などを行っている。1999年度（平成11年度）からは「Tango Good Goods」認定事業にも取り組んでいる。
1983年（昭和58年）に網野町立網野北小学校（現・京丹後市立網野北小学校）と網野町立網野南小学校（現・京丹後市立網野南小学校）に分割された旧・網野町立網野小学校の跡地に建っている。

## 歴史
1984年（昭和59年）8月10日、京都府と関係自治体、丹後織物工業組合など32団体で財団法人を設立し、織物業を中心に地場産業や観光振興の拠点として建設計画される。
1985年（昭和60年）11月30日に定礎、1986年（昭和61年）に開館し、2016年（平成28年）9月19日に開館30周年を祝い、記念イベントを開催した。
1999年（平成11年）度から、丹後地域の事業者が製造する地場産品から優良産品をブランド認定する「Tango Good Goods」認定制度を開始。認定商品はカタログやホームページなどに掲載し、見本市を開催し販売する。
この頃から、館内1階に「野村克也記念コーナー」を設け、旧網野町に寄贈されたトロフィーなど約20点を常設展示し、約60点を展示会を開く住民などに貸出を行っていたが、2012年（平成24年）を最後に凍結し、5年後の野村ベースボールギャラリーの開設まで倉庫に保管されるのみとなった。
2008年（平成20年）、春に発足した京丹後市観光協会が、網野町観光協会から交代して本部事務所を開設する。
2012年（平成24年）4月1日、 公益財団法人に変更。
2015年（平成27年）、都市部企業のサテライトオフィスとして「テレワークセンター」を整備する。これは、後の2019年（令和元年）6月3日、利用者を企業に限定せず、広く無料開放するコワーキングスペースとして改装された。
2017年（平成29年）3月17日、野村克也ベースボールギャラリーがオープンする。

## 野村克也ベースボールギャラリー

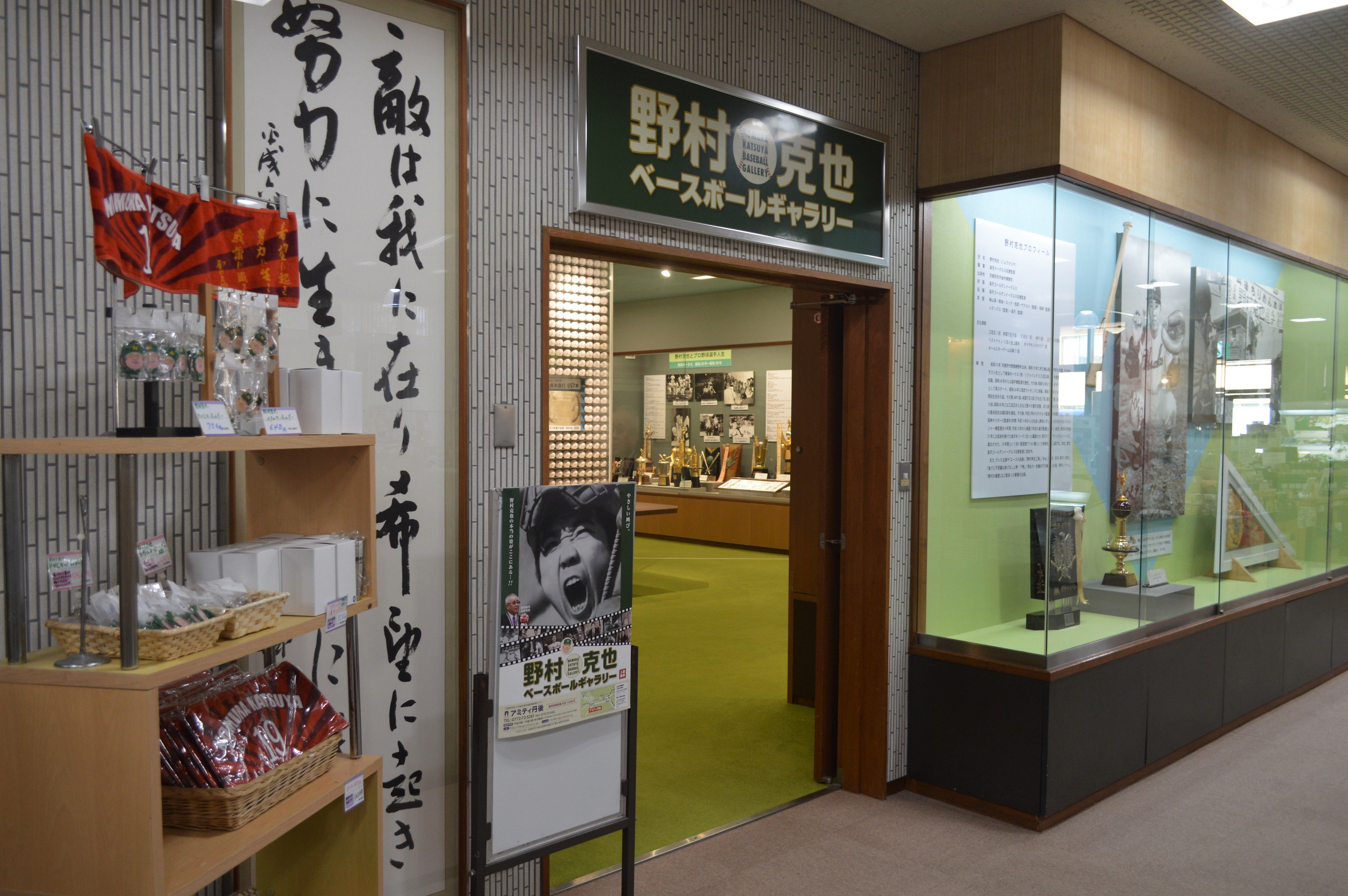
ギャラリーの入口

### 展示
竹野郡網野町出身のプロ野球選手・監督であり、京丹後市名誉市民でもある野村克也に関するギャラリー。床面積99m2。1961年の最高殊勲選手賞トロフィー、1965年の地元網野町凱旋パレード写真パネルなど、約100点の資料を展示している。野村の著書など約60点を集めた野村克也文庫もある。野村はアミティ丹後の場所にあった旧・網野町立網野小学校の卒業生である。

### 歴史
1990年（平成2年）には野村が網野町の名誉町民に推挙され、同年には網野町が野村からトロフィーや写真パネルなど約200点の寄贈を受けた。しかし、野村の功績を顕彰する記念館の建設計画は頓挫し、寄贈品は会議室の段ボール箱の中などに保管されていた。2004年（平成16年）に網野町などが合併して京丹後市が発足すると、2009年（平成21年）には野村が京丹後市の名誉市民第1号に推挙され、京丹後市は1100万円をかけて記念館を整備した。
2018年（平成30年）3月17日に野村克也ベースボールギャラリーがオープン。当日には野村を招いて開館記念式典が開催された、野村は「今日だけ？ずっと飾ってもらえるの？」などとぼやきながらも喜んだ。2020年（令和2年）時点で、多い月には約1000人の入館者があるという。2020年2月11日に野村が84歳で死去すると、ベースボールギャラリー内には献花台が設けられた。

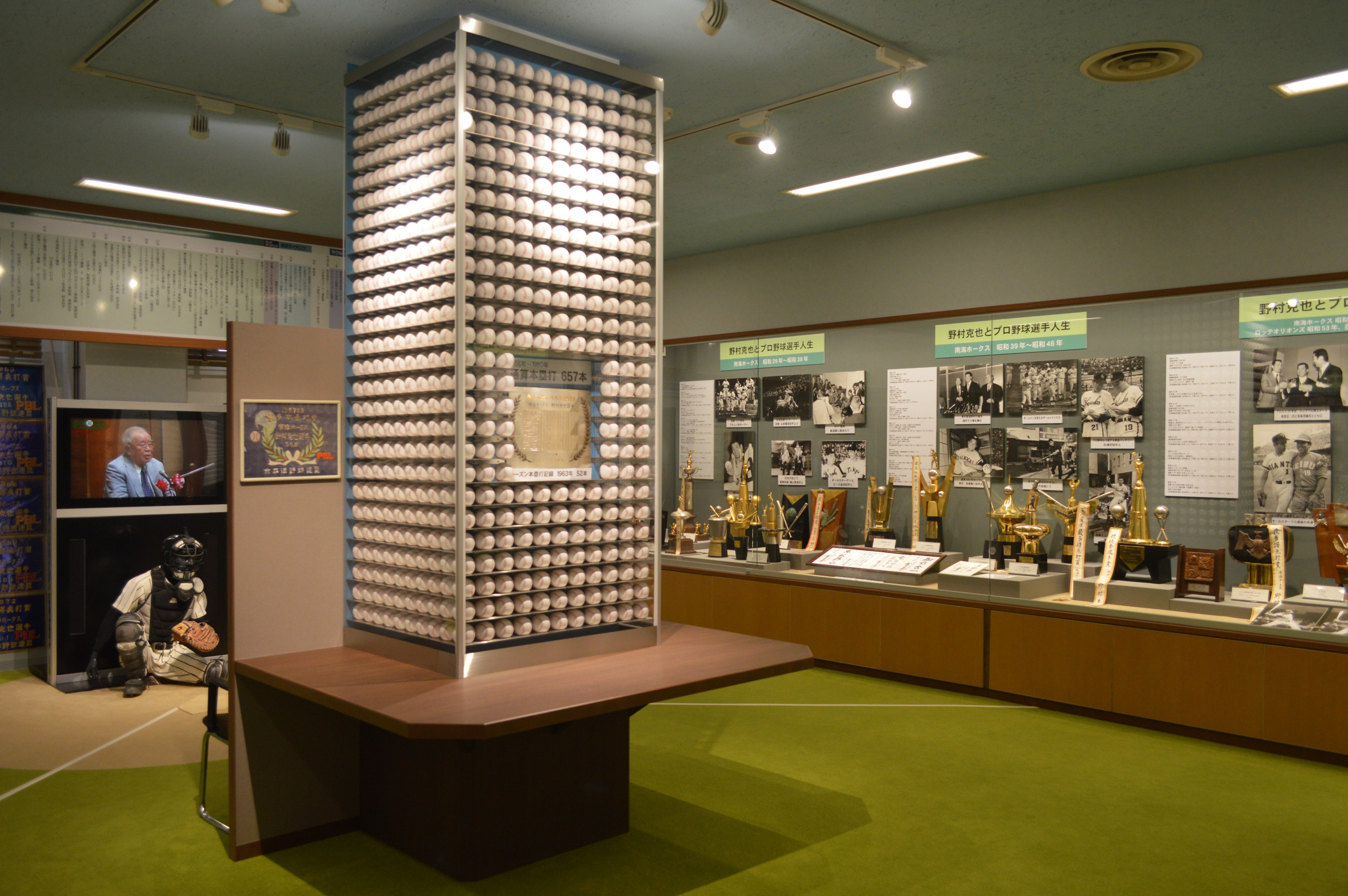
展示
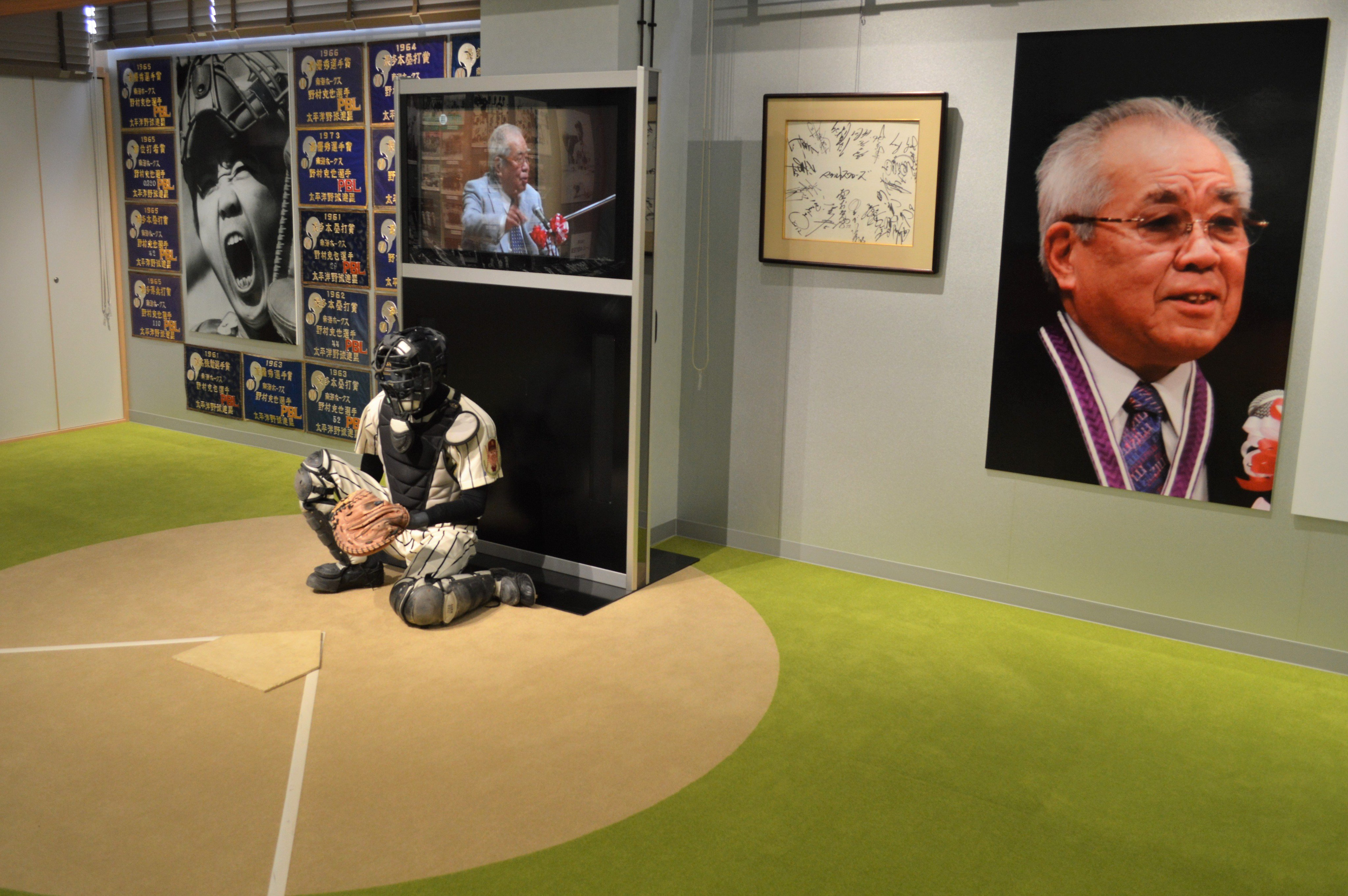
展示
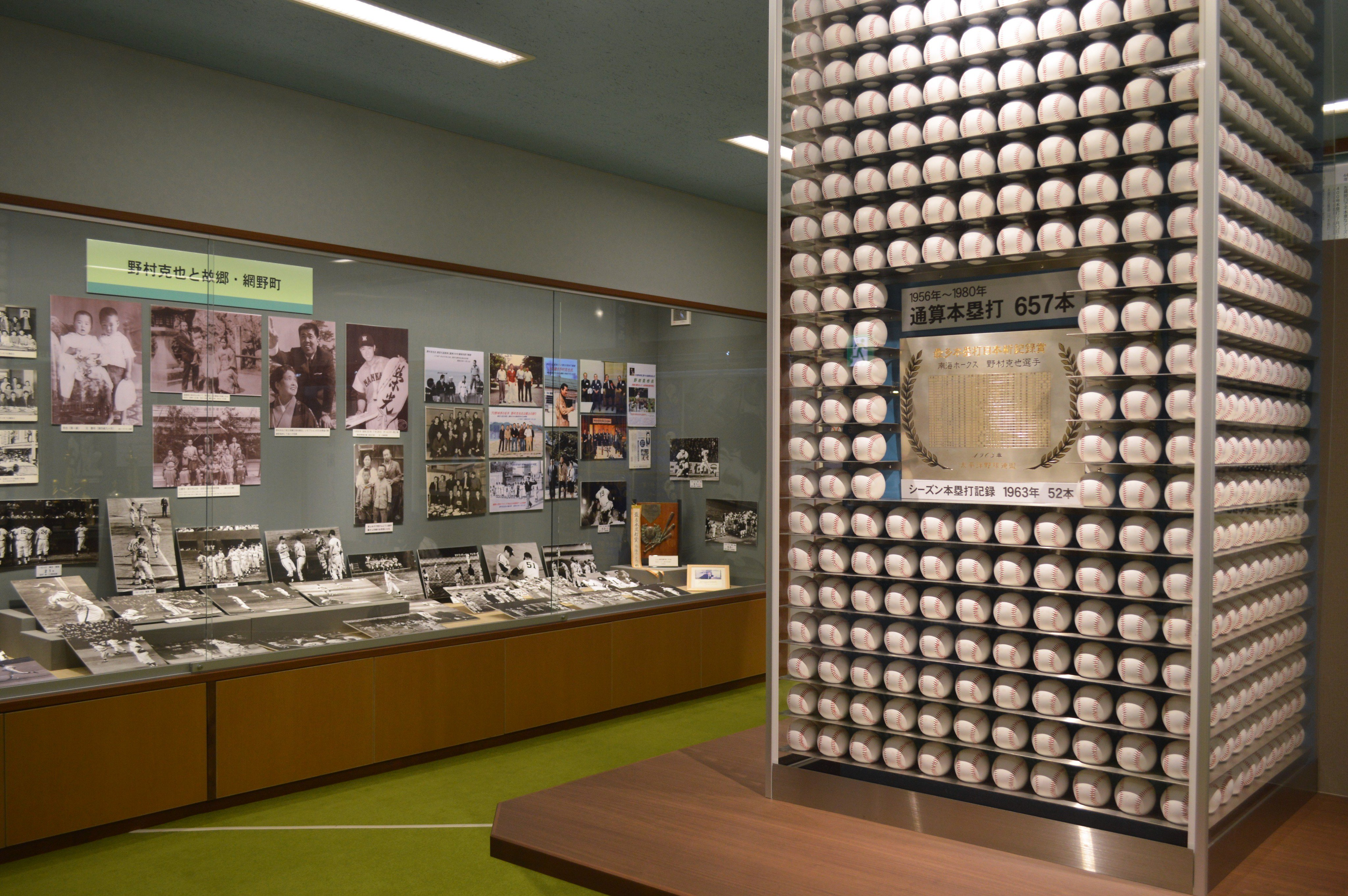
展示

## コワーキングスペース
2019年（令和元年）6月3日に開所した。誰でも無料で利用することができる公共のコワーキングスペースとしては、京丹後市で初の開設であった。
2015年（平成27年）にテレワークに関する総務省の事業で整備された都市部企業のサテライトオフィス「テレワークセンター」の跡地を改修したもので、床面積34平方メートル。間仕切りのないコワーキングスペースのほか、会議室を設け、Wi-Fiやテレビ会議システム、血圧計などを備える。
京丹後市観光公社が運営を委託されており、観光関連業の利用を見込むほか、業種を超えた地域交流を促進し経済の活性化を図るねらいで設置されたものだが、2021年（令和3年）1月現在は、新型コロナウイルス感染症の流行を受けて一時閉鎖され、替わりにオンライン相談センターが開設されている。

## 利用案内
アミティ丹後
- 営業時間 - 午前9時～午後5時
- 定休日 - 年末年始

野村克也ベースボールギャラリー
- 開館時間 - 午前9時～午後5時
- 休館日 - 年末年始
- 入館料 - 無料

喫茶アミティシルク
- 営業時間 - 午前8時30分～午後9時
- 定休日 - 年末年始

コワーキングスペース
- 開所日 - 月～金曜（事前予約制）

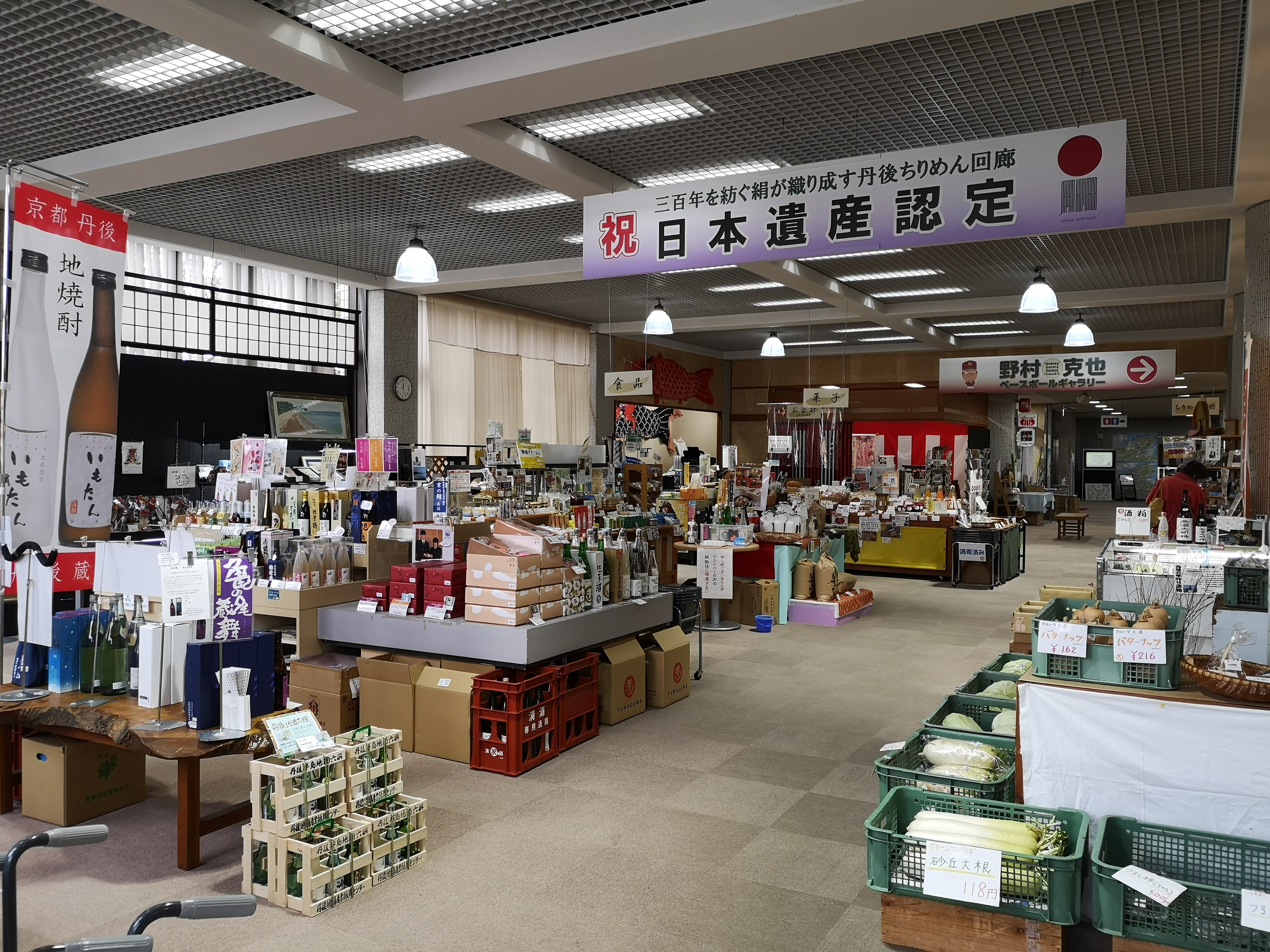
アミティ丹後

- 開所時間 - 午前9時～午後5時のうち、1日当たり3時間まで利用可とし、状況により上限2時間まで延長して利用可能。
- 設備 – Wi-Fi、テレビ会議システム（会議室）、血圧計、ヘルスメーター